# Carlos Pérez (Gitarrist)

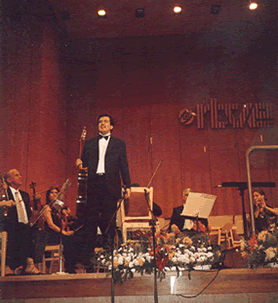
Carlos Pérez (2003)

Carlos Pérez (* 3. Oktober 1976 in Santiago de Chile) ist ein chilenischer klassischer Gitarrist.

## Leben
Pérez studiert bei Ernesto Quezada an der Universidad de Chile und erzielte in den Jahren 1996 bis 2006 erste Preise bei sechs internationalen Gitarrenwettbewerben in Südamerika und Europa. 1998 veröffentlichte er sein erstes Album Prinemps de la Guitare mit Werken von Agustín Barrios Mangoré, Emilio Pujol, Roland Dyens und Manuel María Ponce.

## Werk

### Aufnahmen
- Johann Sebastian Bach: Suites de cello transcritas para guitarra (BWV 1008, 1009, 1010)
- Doc Conciertos Latinoamericanos (Antonio Lauro, Leo Brouwer)
- Musica Nueva (Máximo Diego Pujol, Atanas Ourkouzounov, Joaquín Rodrigo, Jeffrey Van, Ernesto Cordero, David Pavlovits)
- Musica de Julio Sagreras
- Musica de Ferdinando Carulli (mit Nora Miranda, Sopran)
- Joaquín Rodrigo: Concierto de Aranjuez
- ANTONIO LAURO
- Hechizos (Ernesto Cordero, Leo Brouwer,  Mauricio Arenas,  Antonio Lauro)
- A Flor de Llanto (Abel Fleury, Agustín Barrios)
- Recital (Joaquín Rodrigo,  Vicente Asencio, Johann Kaspar Mertz,  Mauro Giuliani,  Johann S. Bach)
- Printemps de la Guitare 1998 (Agustín Barrios, Manuel Ponce, Emilio Pujol, Roland Dyens, Claudy Frederic)

### Kompositionen
- Chants et Dances Traditionnels du Chili
- Divertissements sur un theme de Vivaldi, für vier Gitarren
- Variaciones sobre un Villancico Tradicional chileno, für Mandoline
- Three Chilean Pieces, für vier Gitarren
- Tres Danzas Sudamericanas

### Notenausgaben
- Ernesto Nazareth: Cuatro Piezas
- Santiago de Murcia: Cinco piezas de Cifras Selectas